# Volker David Kirchner
Pour les articles homonymes, voir Kirchner.
Volker David Kirchner (né le 25 juin 1942 à Mayence et mort le 4 février 2020 à Wiesbaden) est un compositeur et altiste allemand.

## Biographie
Volker David Kirchner étudie au Conservatoire Peter Cornelius à Mayence de 1956 à 1959 avec Günter Kehr et Günter Raphael. Il étudie également avec Bernd Alois Zimmermann à la Hochschule de musique de Köln de 1959 à 1963, et avec Tibor Varga à la Hochschule für Musik Detmold de 1964 à 1965. Il joue dans des ensembles de jazz à Cologne, et dans plusieurs ensembles professionnels comme altiste, notamment hr-Sinfonieorchester à Francfort-sur-le-Main de 1966 à 1988. Il s'installe à Mayence en tant que compositeur indépendant en 1989.

## Œuvres

### Opéra
- Die Trauung (Le mariage) (1974) d'après Witold Gombrowicz, créé le 27 avril 1975, au Hessisches Staatstheater
- Die fünf Minuten des Isaak Babel, Szenisches Requiem in zwölf Bildern (1977–79), créé le 19 avril 1980 à l'Opéra de Wuppertal
- Das kalte Herz d'après Wilhelm Hauff (1980), créé en 1981 à Wiesbaden
- Belshazar (1986); commandé par le Bayerische Staatsoper
- Gilgamesh (2002); commandé par le Niedersächsische Staatsoper Hannover à l'occasion de l'Exposition universelle de 2000
- Ahasver (2001); commandé par le théâtre Bielefeld

### Musique sacrée
- Requiem – Messa di Pace pour soliste, chœur et orchestre (1988)
- Missa Moguntina pour soliste, chœur, deux chœurs en écho, orchestre et orgue (1993)
- Aus den 53 Tagen, musique de la Passion pour solistes, chœur mixte, chœur d'hommes, chœur de garçons, narrateur (l'Évangéliste) et orchestre (1998); commandé par le "93. Deutscher Katholikentag" à Mainz

### Musique orchestrale
- Choral Variations pour 15 cordes solos (1967–1968)
- Bildnisse I pour orchestre (1981–1982)
- Bildnisse II pour orchestre (1983–1984)
- Bildnisse III: Hommage à W. A. Mozart pour petit orchestre (1989–1991)
- Symphonie n° 2 "Mythen" (1992), créé à Wiesbaden lors du Festival de musique de Rheingau (de)

### Musique concertante
- Nachtstück: Varianten über eine Wagnersche Akkordverbindung (Nocturne: Variations sur une progression d'accords wagnérienne) pour alto et orchestre de chambre (1980–1981, révisé en 1983)
- Schibboleth, poème concertant pour alto et orchestre (1989)
- Concerto pour violon et orchestre (Hommage à Krzysztof Penderecki) (1981–1982)
- Concerto pour hautbois et orchestre (1997–1998)

### Musique de chambre
- Dybuk pour marimba solo (1995)
- Aus dem Buch der Könige, 3 méditations pour violoncelle solo (2000)
- Trio pour piano (1979)
- Quatuor à cordes [n°1] (1982–1983)
- Mysterion pour flûte alto, cor, viole d'amour, violoncelle et piano (1985)
- Lamento d'Orfeo pour cor et piano (1986)
- Drei Lieder (3 mélodies) pour voix médium, cor, violon, violoncelle et piano (1985–1986)
- Und Salomo sprach ... (Et Salomo parlait...) pour violoncelle solo (1987)
- Tre poemi (3 poèmes) pour cor et piano (1986–1987)
- Der blaue Harlekin (Hommage à Picasso) pour flûte, clarinette, 2 bassons (l'un d'eux aussi contrebasson), 2 trompettes et 2 trombones (1981)
- Saitenspiel pour violon et violoncelle (1993)
- Gethsemani, Notturno pour sextuor à cordes (1994)
- Quatuor pour clarinette, violon, violoncelle et piano (1984)
- Il canto della notte, poème pour clarinette, cor, piano, violon, alto et violoncelle (1997–1998)
- Orphischer Gesang II pour sextuor à cordes (1998)
- Trio à cordes (2000)
- Quatuor à cordes n° 2 (1999)
- Quatuor à cordes n° 3 (2000)
- Quatuor à cordes n° 4 avec clarinette obligée (2000)
- Quatuor à cordes n° 5 (2000, révisé en 2002)
- Quatuor à cordes n° 6 (2000)
- "Meine Augen möchte ich erfreuen, Shulamith..." for flûte, cor, alto, violoncelle et piano (2001)
- Pierrots Galgenlieder pour clarinette solo (2001)
- Kreuzweg pour 2 hautbois et cor anglais (2001)
- Pietà, partita pour violon solo (2001)
- Threnos pour violoncelle solo (2006); écrit pour le Concours Feuermann
- Strophen pour 2 clarinettes (l'une d'elles aussi clarinette basse) et piano (2007)

### Musique pour clavier
- Sonate pour piano (1985–1986)
- Luces and Sombras, 5 tangos pour piano (1999)
- Con mortuis in lingua mortua, 3 pièces pour orgue (2000)
- Nachlese pour piano (2010); commandé par Walter Fink pour son 80e anniversaire[2]